# Robert Needham (2e vicomte Kilmorey)
Robert Needham, 2e vicomte Kilmorey (v. 1587/88 - 12 septembre 1653) est un royaliste anglais et partisan de Charles Ier pendant la guerre civile anglaise.

## Biographie
Robert Needham est né vers 1598, le fils de Robert Needham (1er vicomte Kilmorey) et Jane Lacy (fille de John Lacy de Borston ou Borseton).
Needham fait ses études à Shrewsbury School. Il est député au Parlement stérile pour Newcastle-under-Lyme Staffordshire en 1614. La même année, il obtient la citoyenneté de Shrewsbury. Il est juge de paix dans le Lancashire en 1627 et occupe le poste jusqu'en 1630 au moins.
Needham succède à son père en 1631, héritant de ses titres de vicomte Kilmorey et baron féodal d'Orhera, et de son domaine anglais de Shavington Hall à Adderley, dans le Shropshire . Son nom apparaît parmi ceux qui ont un mandataire à la Chambre des lords irlandaise le 30 juillet 1634.
Kilmorey soutient la cause royaliste pendant la guerre civile anglaise. Il siège à la Commission d'Array pour le Cheshire et le Shropshire. Avec le déclenchement de la guerre, il rejoint la garnison de Chester qui est commandée par son gendre John, Lord Byron. Bien que son plus jeune fils ait été capturé dans une escarmouche en 1645, et qu'il ait été faussement répandu que sa femme Frances a été tuée, Kilmorey s'échappe à la fin du siège (fin janvier) et se dirige vers Oxford, qui est toujours occupé par une grande garnison royaliste, où il se rend lorsque la ville se rend (24 juin 1646).
Needham est condamné à une amende de 3 560 £ pour avoir été un « délinquant (royaliste) », ce qui est nettement inférieur aux autres royalistes relativement riches et le comité du Cheshire en a dit autant, cela reflétait peut-être les dommages causés à ses domaines, situés dans une zone de guerre. Il réduit encore ce montant à 2 360 £ en promettant de verser une allocation annuelle de 90 £ au ministre qui vit dans un presbytère de Wrenbury, dans le Cheshire. Il n'est pas enregistré comme ayant participé à la Seconde Guerre civile. Au cours de la troisième guerre civile, il est arrêté lorsque Charles II dirige une armée à prédominance écossaise à travers le Cheshire sur le chemin de la défaite à la bataille de Worcester (3 septembre 1651). Il vit tranquillement et meurt deux ans plus tard à Dutton, Cheshire, le 12 septembre 1653 . Ses domaines passent à son fils et héritier Robert, le 3e vicomte qui, six ans plus tard, participe à la rébellion de Booth.

## Famille
Robert Needham épouse Frances Anderson, fille de l'échevin Henry Anderson de Londres et d'Elizabeth Bowyer et ils ont un fils et deux filles dont:
- Robert[1]
- Françoise

Vers 1623, il épouse Eleanor, fille de Thomas Dutton of Dutton. Eleanor est la veuve de Gilbert, Lord Gerard. Robert et Eleanor ont douze enfants dont un fils Charles, et Eleanor (morte en 1663), seconde épouse de John Byron (1er baron Byron), l'une des grandes beautés de la cour d'Angleterre et selon le diariste Samuel Pepys la 17e maîtresse de Charles II.